# Nudochernes sudanensis
Nudochernes sudanensis är en spindeldjursart som beskrevs av Beier 1953. Nudochernes sudanensis ingår i släktet Nudochernes och familjen blindklokrypare. Inga underarter finns listade i Catalogue of Life.